# 후타이와역
후타이와역(일본어: 双岩駅 후타이와에키[*])은 일본 에히메현 야와타하마시에 있는 시코쿠 여객철도 요산선의 역이다. 역 번호는 U19이며, 상대식 승강장 2면 2선의 구조를 지닌 지상역이다.

## 역사
- 1945년 6월 20일 : 개업.
- 1987년 4월 1일 : 민영화에 따라, 시코쿠 여객철도로 이관.

## 인접 정차역
| 시코쿠 여객철도 요산선          | 시코쿠 여객철도 요산선 | 시코쿠 여객철도 요산선        |
| ------------------------------- | ---------------------- | ----------------------------- |
| U 18 야와타하마 무카이바라 방면 | 요산 선                | 이요이와키 U 20 우와지마 방면 |